# Championnats d'Afrique de pétanque 2015
Navigation
Édition précédente Édition suivante
Les championnats d'Afrique de pétanque de 2015, 5e édition de la compétition, se déroulent à N'Djaména , au Tchad, du 1er au 14 juin 2015,,

## Podiums
| Épreuve                 | Or                                                                               | Argent       | Bronze             |
| ----------------------- | -------------------------------------------------------------------------------- | ------------ | ------------------ |
| Triplette senior        | Tunisie - Mohamed Khaled Bougriba - Tarek Laakili - Khaled Lakhal - Sami Atallah | Cameroun     | Bénin Burkina Faso |
| Tir de précision senior | Galy Chabrol Binguila                                                            | Sami Atallah | Sénégal            |